# Phrixothrix heydeni
Phrixothrix heydeni is een keversoort uit de familie Phengodidae. De wetenschappelijke naam van de soort is voor het eerst geldig gepubliceerd in 1910 door Olivier.